# Macrolobium steyermarkii
Macrolobium steyermarkii är en ärtväxtart som beskrevs av John Macqueen Cowan. Macrolobium steyermarkii ingår i släktet Macrolobium och familjen ärtväxter. Inga underarter finns listade i Catalogue of Life.